# Utricularia determannii
Utricularia determannii  — вид рослин із родини пухирникових (Lentibulariaceae).

## Середовище проживання
Цей вид відомий лише за типовим зразком з гір Вільгельміна в Суринамі.
Цей вид був знайдений на «голих гранітних скелях у крапельній воді на висоті 900 метрів.